# 950 Ahrensa
950 Ahrensa, asteroid glavnog pojasa. Otkrio ga je Karl Wilhelm Reinmuth, 1. travnja 1921.

## Vanjske poveznice
- Minor Planet Center